# Nick Viergever
Nick Viergever (Capelle, Países Bajos, 3 de agosto de 1989) es un futbolista neerlandés. Juega de defensa y milita en el F. C. Utrecht de la Eredivisie neeralndesa.

## Carrera
Viergever hizo su debut en la Eredivisie con el Sparta Rotterdam en el empate 1-1 ante el NEC Nijmegen, el 10 de mayo de 2009. Al año siguiente, Viergever fue traspasado al AZ Alkmaar, siendo nombrado segundo capitán tras Maarten Martens tras la salida de Niklas Moisander y de Rasmus Elm. 
La grave lesión de Martens le hizo que quedara descartado del once titular, obligando a Viergever a capitanear al equipo la mayor parte de la temporada. Finalmente, el 24 de mayo de 2014, se anunció que Viergever había firmado un contrato de cuatro años con el Ajax.
En su carrera internacional, Viergever solo ha sido convocado en una única ocasión, ante un partido amistoso frente a Bélgica, donde el conjunto de Louis van Gaal venció por 4 tantos a 2.

## Palmarés

### Títulos nacionales
| Título                        | Club          | País         | Año  |
| ----------------------------- | ------------- | ------------ | ---- |
| Copa de los Países Bajos      | AZ Alkmaar    | Países Bajos | 2013 |
| Supercopa de los Países Bajos | PSV Eindhoven | Países Bajos | 2021 |